# Marvel Super Heroes (videojuego)
Marvel Super Heroes es un juego de lucha de superhéroes del mundo Marvel. Es un juego de peleas desarrollado por Capcom para la placa Arcade CPS-2, el cual fue posteriormente portado para Sega Saturn y PlayStation. El juego presenta a muchos superhéroes y supervillanos del universo Marvel.
El juego esta libremente basado en la saga "El Guantelete Infinito" de Jim Starlin y George Pérez con los héroes y villanos luchando por el control de las gemas del infinito. El Jefe final del juego es Thanos, quien le roba al jugador las gemas que ha reunido y puede utilizarlas en contra del mismo, aunque estas pueden ser recuperadas una vez derrotado Thanos.
El modo de juego es similar a X-Men: Children of the Atom pero con un uso más simplificado del medidor de poderes y con ello sumado el uso de las gemas del infinito. Cada Gema puede ser activada en batalla, dándole al jugador un poder distinto por algunos segundos.
Al final de los créditos de este juego, aparece una leyenda en memoria de Jack Kirby, quien había fallecido el 6 de febrero de 1994.

## Personajes

### Heroes
- Capitán América
- Hulk
- Iron Man
- Spider-Man
- Wolverine
- Psylocke

### Villanos
- Blackheart
- Juggernaut
- Magneto
- Shuma Gorath

### Jefes
- Doctor Doom
- Thanos

### Personaje Oculto
- Anita (Darkstalkers)

## Gemas y su efecto especial en cada Personaje

### Gemas del infinito
- Gema del Poder: Aumenta el daño en un 50%.
- Gema del Tiempo: Aumenta la velocidad de ataque y movimiento un 40%.
- Gema de la Realidad: Añade ataques especiales por golpe con diferentes efectos (Paralizar, disminuir velocidad, bajar defensa, aumenta el ataque).
- Gema del Espacio: Aumenta la defensa del personaje, recibiendo solo el 50% del daño total.
- Gema del alma: Regenera 40% de la vida perdida.
- Gema de la Mente: Rellena 2 barras de poder.

### Heroes
- Captain America - Gema del Poder: Produce un efecto de sombra, la cual cada impacto causa 15% de daño menos que el golpe anterior (150% primer golpe, 135% primer golpe de la sombra, 120% segundo golpe de la sombra, 105% tercer golpe de la sombra, etc.).
- Hulk - Gema del alma: Regenera 50% de la vida perdida y aumenta la velocidad de regeneración.
- Iron Man - Gema del Espacio: Añade un 40% más de armadura (50% de daño bloqueado + 40% por efecto especial sobre el héroe).
- Spider-Man - Gema del Poder: Genera una copia, la cual genera un 25% (100% de daño + 50% por efecto de la gema + 25% por efecto especial sobre el héroe) más de daño y duplica la cantidad de golpes.
- Wolverine - Gema del Poder: Genera rastros de ataques (hasta 3 remanentes) que causan 10% daño extra si el oponente está cerca (100% de daño + 50% por efecto de la gema + 10% por efecto especial sobre el héroe).
- Psylocke - Gema del Poder: Genera 3 ilusiones más, los que amplían el rango de los golpes y su daño es del 20% por ilusión(100% de daño + 50% por efecto gema + 20% por ilusión).

### Villanos
- Blackheart - Gema de la Realidad: Otorga invisibilidad al personaje.
- Juggernaut - Gema del Espacio: Recibe solo el 25% del daño y sus movimientos no pueden ser interrumpidos.
- Magneto - Gema del Espacio: Genera un campo de fuerza que lo hace inmune a cualquier tipo de ataque mientras dura el efecto de la gema.
- Shuma Gorath - Gema del Tiempo: Otorga golpes que paralizan (Convierten en piedra) al enemigo y aumenta la velocidad de ataque y movimiento un 50%(50% efecto de la gema + 50% efecto sobre el villano + 100% velocidad base).
- Dr. Doom - Gema del Espacio: No es afectado por los ataques del oponente mientras dure el efecto de la gema.
- Thanos - Gema de la Mente: Aumenta la velocidad de regeneración y capacidad de la barra poder para lanzar Ultimate Move.

## Juego de rol
Previamente, en 1984, TSR, Inc. ya había sido publicado un juego de rol con el mismo título: Marvel Super Heroes. Para el mismo universo de ficción TSR publicó Marvel Super Heroes Adventure Game en 1998. Marvel Comics ha publicado a cuenta propia el más reciente juego de rol situado en el Universo Marvel: Marvel Universe Roleplaying Game (2003).